# Julia Bornefeld
Julia Bornefeld (Kiel, 1963) è un'artista tedesca, che vive a Berlino.
Ha studiato all'Accademia di Belle Arti di Venezia e all'Akademia Likovna Umjetnost di Lubiana.
Bornefeld si esprime attraverso la pittura, la fotografia, le installazioni e il video, ma il suo linguaggio fondamentale di riferimento è la danza. Riferimenti biografici e mitologici sono spesso legati da Bornefeld ai temi del dibattito femminista degli anni Sessanta e Settanta del novecento..
Sue opere sono presenti nella collezione del Museion di Bolzano e nel Tiroler Landesmuseum Ferdinandeum di Innsbruck.

## Selezione di mostre
- Stadtgalerie Kiel, Kiel, 1992
- Sculpture, Galerie Elisabeth & Klaus Thoman, Innsbuck, 2005 (collettiva)
- Icona 2006 Art Verona, Antonella Cattani conteporary art, Verona, 2006 (personale)
- Haut-nah, Kunstraum Kreuzlingen, Kreuzlingen, 2006 (personale)
- Die Kunst der Landwirtschaft, Landesmuseum Ferdinandeum, Innsbruck, 2007 (collettiva)
- New Entries, Museion Bolzano, 2009 (collettiva)
- Marcegaglia 50th Steellife, Triennale di Milano, 2009 (collettiva)
- Narrative, RLB, Kunstbruecke Innsbruck, 2009 (collettiva)
- La collezione Museion, Museion, Bolzano, 2011 (collettiva)
- Galerie Wolfrum, Vienna, 2014 (personale)
- Vanity and High Fidelity Tiroler Landesmuseum Ferdinandeum, Innsbruck, 2011 (personale)

## Premi e riconoscimenti
- Premio Joe-und-Xaver-Fuhr, 1990
- Förderpreis del Land Schleswig-Holstein, 1991
- Premio Gottfried Brockmann, Kiel, 1991
- Premio Icona, Art Verona, 2006